# Age of Empires II: The African Kingdoms
Age of Empires II: The African Kingdoms, egentligen Age of Empires II HD: The African Kingdoms, är den tredje expansionen till Age of Empires II: The Age of Kings. Expansionen är utvecklad av Skybox Labs och Forgotten Empires, där utgivaren är Microsoft Studios. Expansionen släpptes på Steam den 5 november 2015.
The African Kingdoms har utvecklats från den tidigare expansionen Age of Empires II: The Forgotten. Den här gången utspelar sig spelet i Afrika, där nya civilisationer, kampanjer, enheter och kartor har lagts till. Även många nya grafiska element har lagts till på kartorna och scenarierna för att prägla ett afrikanskt tema.

## Civilisationer
Expansionen har tillfört fyra nya civilisationer, där alla dessa tillhör Afrika som antingen inhemska eller kolonialmakt. De fyra nya civilisationerna är malier, etiopier, berber och portugiser.

## Kampanjer
Spelet erbjuder fyra nya kampanjer, där var och en representeras av de nya civilisationerna. Nedanför visas en lista på samtliga scenarier eller uppdrag under respektive kampanj.
- Tariq ibn Ziyad: Omfattar den muslimska erövringen av den iberiska halvön med utsträckning ända till Gallien.
  1. The Battle of Guadalete
  2. Consolidation and Subjugation
  3. Divide and Conquer
  4. Crossing the Pyrenees
  5. Razzia

- Sundjata: Prinsen Sundjata av Mali ska försöka besegra Sumanguru, kung över Sossoriket, och erövra Västafrika.
  1. Hunted
  2. The Sting of the Scorpion
  3. Djeriba Gold
  4. Blood on the River Bank
  5. The Lion's Den

- Francisco de Almeida: Efter århundraden av krig mot morer och rivaliserande kristna kungadömen, ska Portugal försöka skapa ett imperium ända till Indien.
  1. The Old World
  2. Lion of Africa
  3. Ruins of Empires
  4. Estado da India
  5. A Son's Blood

- Yodit: Prinsessan Yodit tvingas att gå i exil, men senare återvänder (som drottning) för att hämnas i Etiopien.
  1. Path of Exile
  2. The Right Partner
  3. A Fallen Crown
  4. Broken Stelae
  5. Welcome Home